# رأس الشرقي (جزيرة مينو)
رأس الشرقي (بالفارسية: راس شرقی) هي منطقة سكنية تقع في إيران في قسم جزيرة مينو الريفي. يقدر عدد سكانها بـ 0 نسمة بحسب إحصاء 2016.